# Misionero imposible
Misionero imposible, titulado Missionary: Impossible en la versión original, es el decimoquinto episodio de la undécima temporada de la serie animada Los Simpson, estrenado en Estados Unidos por la cadena FOX el 20 de febrero de 2000. Fue escrito por Ron Hauge, dirigido por Steven Dean Moore, y la estrella invitada fue Betty White como sí misma. En el episodio, Homer, luego de ser perseguido por la cadena pública PBS, es enviado a los Estados Federados de Micronesia como misionero. En 2006, IGN nombró al episodio como el mejor de la decimoprimera temporada.

## Sinopsis
El capítulo comienza con Homer tumbado en el sofá, con Bart, viendo en la televisión pública una serie de unos hooligans, llamada "Te vas a callar". La emisión se corta para que la PBS, la cadena del estado en la que se emitía el programa, recaude fondos para mantener al aire. Queriendo ver la serie, Homer les llama y les dice que les dona $10000 aunque no iba a hacerlo. A pesar de no dar su nombre, le localizan la llamada y van a su casa a recoger el dinero. 
Tras varios intentos de escabullirse, Homer confiesa no tener el dinero. Esto provoca que los miembros de la PBS le persigan. Homer se refugia en la iglesia, donde pide ayuda al Reverendo Lovejoy. Como manera de fugarse, éste le envía al pequeño país del Pacífico sur: Estados Federados de Micronesia; específicamente a una de sus tantas islas, como misionero. Homer, una vez llegado a la isla, se pone histérico ya que no hay televisión, ni sofá ni cerveza. Luego de intentar enseñarles religión, decide rendirse y confesarles a los isleños que no era misionero, sino un trabajador en la Planta Nuclear. 
En su ausencia, Homer les asigna nuevos puestos en la familia a Bart, Lisa, Marge, Maggie y su tostadora; a Bart lo convierte en el hombre de la casa, a Lisa en Bart, a Maggie en la niña inteligente, a la tostadora en Maggie y a Marge en una asesora. Para cumplir su tarea, Bart va a trabajar en el puesto de Homer en la Planta, sufriendo una reprimenda del Sr. Burns por los múltiples desastres que había causado Homer pero obtiene ciertos beneficios al estar con su madre. 
Mientras tanto en la isla, Homer decide construir un casino en la isla en lugar de una capilla, que estaba a medio construir por Craig y Amy, los anteriores misioneros. Sin embargo, a pocos días de haber abierto el casino, la isla cae en un estado caótico, causado por la ludopatía y la borrachera producida por una "cerveza" que había creado Homer. 
Para resarcirse, Homer decide terminar la capilla, con la ayuda de todos los isleños y, en especial, de una niña muy parecida a Lisa (a la cual llama Lisa Jr.). Al terminarla, Homer, en estado de alucinación por lamer sapos, empieza a hacer sonar la campana del campanario que tiene la capilla cada vez más fuerte. El ruido provoca un derrumbe, que causa terremotos y que un río de lava divida la isla. La capilla empieza a arder y a hundirse, ya que está rodeada por lava. Cuando parece que Homer va a caer en la lava junto con la pequeña niña, se corta la emisión y aparece algunos miembros de la FOX, pidiendo donaciones para la cadena. Luego, Bart les llama por teléfono y dice donar diez mil dólares, salvando la cadena, aunque dice que no sería la primera vez (aludiendo a la misma situación de Homer, o más bien al hecho de que Los Simpsons es el programa más exitoso de la FOX), terminando así el episodio.